# Wyła-Jaruźki
Wyła-Jaruźki (ukr. Вила-Ярузькі) – wieś na Ukrainie, w obwodzie winnickim, w rejonie czerniweckim, u ujścia Łozowej do Murafy. W 2001 roku liczyła 514 mieszkańców.